# Georges Grignard
Georges Grignard (n. 25 iulie 1905, Villeneuve-Saint-Georges, Île-de-France, Franța – d. 7 decembrie 1977, Le Port-Marly⁠(d), Île-de-France, Franța) a fost un pilot de Formula 1. De-a lungul carierei a luat startul în 1 cursă, niciuna din pole-position. Nu a câștigat nicio cursă și nu a terminat niciodată pe podium, acumulând 0 puncte în întreaga activitate ca pilot de Formula 1.